# Huwayr al-Turukman
Huwayr al-Turukman (tiếng tiếng Thổ Nhĩ Kỳ: Huveir Türkmen,  tiếng Ả Rập: حوير التركمان, đã Latinh hoá: Hūwaer al-Tūrūkman); còn được gọi là Huweir là một ngôi làng Syria nằm trong Tiểu khu Awj của quận Masyaf ở tỉnh Hama. Theo Cục Thống kê Trung ương Syria (CBS), Huwayr al-Turukman có dân số 1.003 trong cuộc điều tra dân số năm 2004. Cư dân của nó chủ yếu là người Turkmen.